# Штейнберг, Аркадий Акимович
Арка́дий Аки́мович Ште́йнберг (при рождении Аркадий Кивович; 28 ноября [11 декабря] 1907, Одесса, Херсонская губерния — 7 августа 1984, Юминское, Калининская область) — русский советский поэт, переводчик, художник. Отец художников Эдуарда Штейнберга и Боруха Штейнберга.

## Биография
Родился 28 ноября (по старому стилю) 1907 года в Одессе, в семье провизора, студента медицинского факультета Императорского Новороссийского университета Кивы Пинхусовича (Акивы Пинкусовича, Петровича) Штейнберга, впоследствии врача в области внутренних и нервных болезней, организатора здравоохранения и публициста, почётного гражданина (1915), и Златы (Зинаиды) Моисеевны Штейнберг (урождённой Азовской). Учился в Одесском реальном училище святого Павла. В 1921 году с семьёй переехал в Москву, где через 3 года окончил среднюю школу (бывшую Петришуле). В 1925 году поступил во ВХУТЕМАС, в 1927 году перевёлся в Одесский политехникум изобразительных искусств, но через год вернулся во ВХУТЕМАС. В 1929 году ушёл с третьего курса, учёбу не возобновил.
В ноябре 1937 года был арестован по заявлению югославского коммуниста-эмигранта, поэта Радуле Стийенского и осуждён на восемь лет. Однако в 1939 году мать Штейнберга добилась пересмотра дела, и в ноябре приговор был отменён.
Член Союза писателей с 1941 года. Участник Великой Отечественной войны, награждён медалью «За боевые заслуги» (1941) и орденом Отечественной войны I степени (1944). Служил в политотделе 18-й армии под началом Л. И. Брежнева, который дал ему рекомендацию для вступления в партию. С сентября 1944 года заместитель коменданта Бухареста по связям с гражданским населением. 22 октября 1944 года арестован СМЕРШем и обвинён по статьям УК РСФСР 58‑10/2 («антисоветская агитация в военной обстановке») и 193‑17б («превышение власти при наличии особо отягчающих обстоятельств»), осуждён на восемь лет, отбыл срок полностью.
На протяжении многих лет жизнь и творчество Штейнберга были неразрывно связаны с Тарусой, где он поселился перед войной. После освобождения из лагеря Штейнберг в соответствии с действующими ограничениями для бывших заключённых долгое время не имел права жить и быть прописанным в Москве, Ленинграде и столицах союзных республик, поэтому он поселился в Тарусе. Московскую прописку получил лишь через несколько лет, но сохранял дом в Тарусе как летнее жильё и мастерскую. В конце 1960-х гг., после развода с Валентиной Алоничевой, был вынужден продать свой тарусский дом младшему сыну Боруху (Борису) и в дальнейшем купил себе дом в деревне Юминское Кимрского района, где проводил каждое лето и где скончался.
Похоронен на Кунцевском кладбище (уч. 10).
- Первая жена (1926—1930) — Элеонора Александровна Тактышникова, натурщица.
  - Сын — Ясень (1929—?).
- Вторая жена (1931—1934) — Вера Михайловна Мухар (1909—1995), художница, соученица Штейнберга по ВХУТЕМАСу.
- Третья жена — Валентина Георгиевна Штейнберг (урождённая Алоничева, 1915—1976).
  - Сын — Эдуард (1937—2012), художник-абстракционист, представитель «геометрического» направления
  - Сын — Борух (Борис) (1938—2003), художник, автор ассамбляжей, «металлических картин».
- Четвёртая жена — Наталья Ивановна Егорова (урождённая Тимофеева).

## Творчество
До начала 1930-х годов изредка печатал стихи в журналах и газетах, позже стал переводчиком поэзии народов СССР. Среди работ в этой области — книга стихов классика еврейской поэзии на идише Ошера Шварцмана, переложения якутской эпической поэмы-сказания «Богатырь на гнедом коне» и поэмы-сказки Е. Букова «Андриеш».
Был одним из инициаторов, составителей и редакторов сборника «Тарусские страницы» (Калуга, 1961), где опубликована первая (и единственная прижизненная) полноценная подборка его стихотворений.
Главные и наиболее известные работы в жанре поэтического перевода (или поэтического переложения, по выражению самого Штейнберга) — эпическая поэма Дж. Мильтона «Потерянный рай» и книга стихов китайского поэта и художника эпохи Тан Ван Вэя. Отдельными изданиями в переводе Штейнберга выходили книги стихов Нгуен Зу (с вьетнамского) и Джордже Топырчану (с румынского), поэма «Сказание дуба» А. Гужеля (с молдавского, совместно с В. Бугаевским), сборник поэтов Азербайджана (совместно с А. Тарковским). Также в числе переведённых авторов: с английского — У. Вордсворт, С. Т. Кольридж, Р. Саути, Дж. Г. Байрон, Дж. Китс, Г. У. Лонгфелло, Р. Киплинг, Д. Томас; с армянского — О. Туманян; с китайского — Ли Бо, Чу Гуанси, Цянь Ци, Цзу Юн; с корейского — Ким Сисып; с немецкого — В. фон дер Фогельвейде, Ф. Гёльдерлин, Г. Гейне, Э. Мёрике, Г. Келлер, С. Георге, Б. фон Мюнхгаузен, Х. Каросса, Г. Бенн, И. Р. Бехер, Б. Брехт, Х. М. Энценсбергер; с македонского — С. Яневский, А. Шопов; с польского — Н. Бернацкий, А. Аснык, К. Пшерва-Тейтмайер, Л. Рыдель, Т. Мицинский, Ю. Тувим, Б. Ясенский, К. И. Галчинский; с румынского — М. Эминеску, И. Минулеску, Д. Ботез, Ч. Теодореску, Е. Жебеляну, И. Брад, Т. Утан; со словацкого — Я. Голлы, Я. Есенский, И. Краско, А. Плавка, П. Горов; со словенского — М. Бор; с украинского — М. Бажан; с французского — А. Рембо (в соавторстве с Э. Багрицким); с хорватского — М. Крлежа. Один из основных переводчиков черногорского поэта-коммуниста Радуле Стийенского, ставшего в 1937 г. одним из ключевых свидетелей при первом аресте Штейнберга.
Среди учеников в области литературы, поэзии и перевода — Л. Вагурина, Д. Веденяпин, Е. Витковский, Т. Грингольц, Р. Дубровкин, В. Летучий, П. Нерлер, Я. Пробштейн, И. Смирнов, В. Тихомиров и др. Живопись и графика Штейнберга повлияла на Бориса Свешникова, Валентина Воробьева.

## Публикации
- Стихи // Тарусские страницы. Литературно-художественный сборник — Калуга. 1961. — сс. 217—222
- К верховьям: Собрание стихов; О Штейнберге / Сост., текстол. подгот., вступ. очерк В. Г. Перельмутера. — М.: Совпадение, 1997. — 616 с. — ISBN 5-86435-012-5.
- Вторая дорога: стихотворения, поэмы, графика. Москва; Торонто: Русский импульс; The University of Toronto, 2008
- Рассказ бронебойщика: быль // Дружба народов. — 2015. — № 5. — С. 128—130. — (Поэзия).